# Faustball-Europameisterschaft 1974
Die 3. Faustball-Europameisterschaft der Männer fand am 14. und 15. September 1974 in Linz (Österreich) statt. Österreich war zum zweiten Mal Ausrichter der Faustball-Europameisterschaft der Männer.

## Platzierungen
| Rang | Land                       |
| ---- | -------------------------- |
| 1.   | Bundesrepublik Deutschland |
| 2.   | Schweiz                    |
| 3.   | Österreich                 |
| 4.   | Italien                    |